# Жукаускас, Альбинас
Альбинас Жукаускас (лит. Albinas Žukauskas; 25 января 1912, Бубеле, Сувалкская губерния — 10 августа 1987, Вильнюс) — литовский писатель, поэт, прозаик, переводчик, редактор, работник печати; заслуженный деятель культуры Литовской ССР (1972), заслуженный деятель культуры Белорусской ССР (1973), лауреат Государственной премии Литовской ССР (1976).

## Биография
Родился в многодетной семье в литовской деревне Бубеле Сейненской волости на северо-востоке Польши. Окончил литовскую гимназию имени Витовта Великого в Вильно В 1935—1936 годах учился в виленском Университете Стефана Батория, в 1936—1939 годах — в Высшей школе журналистики в Варшаве. В 1940—1941 годах был редактором газеты „Vilniaus balsas“. В 1948—1953 годах занимал должность главного редактора Издательства художественной литературы. Короткое время отбывал заключение: в начале 1953 года был арестован, до смерти Сталина велось следствие, после смерти Сталина был освобождён. 
С 1953 года до 1959 был начальником отдела сценариев Литовского киностудии. В 1965—1972 годах — директор Литературного фонда.

## Творчество
Дебютировал в печати в 1928 году. Для первого сборника стихотворений „Laikai ir žmonės“ (1938) характерен интересный, но трудный стиль, мрачное настроение, богатый поэтический словарь, влияние модернистской поэтики. В сборнике рассказов „Žemė plaukia į pietus“ (1939) преобладает крестьянская тематика, мотивы протеста против социального и национального гнёта. 
В выпущенном в советское время сборнике стихов „Mūsų frontas“ («Наш фронт», 1951) присутствуют риторичность и мотивы классовой борьбы. В поэтических книгах „Ilgosios varsnos“ (1962), „Sunkus džiaugsmas“ (1969) отчётливы интонации более интимной лирики. 
Для наиболее значительных сборников поэзии Жукаускаса „Atodangos“ (1971), „Sangrąžos“ (1973), „Atabradai“ (1975, второе издание 1980; отмечен Государственной премией Литовской ССР, 1976), „Poringės“ (1978), „Senmotė“ (1981, второе издание 1985), „Benamė meilė“ (1983), „Akistatų metlaikis“ (1987) свойственны эпичные размышления над ценностями бытия и прошлым народа, мозаичная пестрота образов и панорамность, ироничная фраза, обилие диалектных словечек и неологизмов, интонации разговорной речи, свободное стихосложение. 
Автор юмористических и сатирических стихотворений (сборник „Antivandenė“, 1967), прозаических картинок (сборник „Alaburdiškių Venera“, 1964), рассказов сборник „Geri akmenys“, 1973), рассказов и сказок для детей рассказов (сборники „Debesų piemenė“, 1963; „Kai uodas čiaudėjo“, 1978; „Ko verkė duona“, 1980; „Kai užaugo šešėlis“, 1983). 
Перевёл на литовский язык поэтические произведения латиноязычного поэта XVII века Матея Казимира Сарбевского (сборник „Miškų žaidimai“, 1958), произведения польских (Юлиуш Словацкий, Тадеуш Конвицкий), белорусских Змитрок Бядуля, Максим Танк, Аркадий Кулешов), русских (Илья Сельвинский, Алексей Толстой) авторов. Перевёл на литовский язык с белорусского роман Максима Горецкого «Віленскія камунары» (1965), был переводчиком и редактором антологии белорусской прозы на литовском языке (1952), антологий белорусской поэзии „Iš baltarusių poezijos“ (1952) и „Nemunu plaukia daina“ (1958).
Сборники стихотворений Жукаускаса выходили на белорусском и русском языках.

## Награды и звания
- 1972 — заслуженный деятель культуры Литовской ССР[2]
- 1973 — заслуженный деятель культуры Белорусской ССР[2]
- 1974 — лауреат фестиваля «Весна поэзии» („Poezijos pavasaris“)
- 1978 — Государственная премия Литовской ССР за книгу „Atabradai“
- ? — Орден «Знак Почёта»

## Книги
- Laikai ir žmonės: eilėraščiai. Vilnius: Vilniaus žodis, 1938.
- Mūsų frontas: eilėraščiai. Vilnius, 1951.
- Ilgosios varsnos: eilėraščiai. Vilnius: Valstybinė grožinės literatūros leidykla, 1962.
- Debesų piemenė: apsakymai. Vilnius: Valst. grož. lit. l-kla, 1963.
- Alaburdiškių Venera: miniatiūriniai apsakymai. Vilnius, 1964.
- Oro šulinys: apsakymai. Vilnius: Vaga, 1964.
- Antivandenė: satyriniai eilėraščiai. Vilnius: Vaga, 1967.
- Sunkus džiaugsmas: eilėraščiai. Vilnius: Vaga, 1969.
- Atodangos: eilėraščiai. Vilnius: Vaga, 1971.
- Sangrąžos: eilėraščiai. Vilnius: Vaga, 1973.
- Geri akmenys: apsakymai. Vilnius: Vaga, 1973.
- Atabradai: eilėraščiai. Vilnius: Vaga, 1975.
- Kai uodas čiaudėjo: apsakymai: jaunesniam mokykliniam amžiui. Vilnius: Vaga, 1978.
- Poringės: eilėraščiai. Vilnius: Vaga, 1978.
- Ko verkė duona: apsakymai: ikimokykliniam ir jaunesniam mokykliniam amžiui. Vilnius: Vaga, 1980.
- Senmotė: eilėraščiai, poemos. Vilnius: Vaga, 1981.
- Benamė meilė: eilėraščiai. Vilnius: Vaga, 1983.
- Kai užaugo šešėlis: pasakos ir apsakymai. Vilnius: Vaga, 1983.
- Akistatų metlaikis: eilėraščiai: vyresniam mokykliniam amžiui. Vilnius: Vyturys, 1987.
- Poezija / parengė Agnė Iešmantaitė. Vilnius: Žaltvykslė, 2007.[1]

### На русском языке
- Трудная радость: стихотворения: авторизированный перевод с литовского. Ленинград: Советский писатель, 1970.